# 스타우 스뉴트리노
스타우 스뉴트리노는 타우 뉴트리노(타우 중성미자)의 보손 초대칭짝이다.